# Krokodýl západoafrický
Krokodýl západoafrický (Crocodylus suchus) je druh krokodýla, často zaměňovaný s větším a agresivnějším krokodýlem nilským. Ve srovnání s ním je krokodýl západoafrický menší, dospělci dosahují obvykle délky od 1,5 až 2,5 metru, maximálně pak asi 3 metry. Přestože není tolik agresivní, existují záznamy o několika útocích na člověka, včetně smrtelných. V Mauritánii místní domorodci žili s tímto krokodýlem v těsné blízkosti a podle jejich slov se v jeho přítomnosti bez problému mohou brodit ve vodě, aniž by na ně krokodýl zaútočil (National Geographic News, 2002).

## Taxonomie

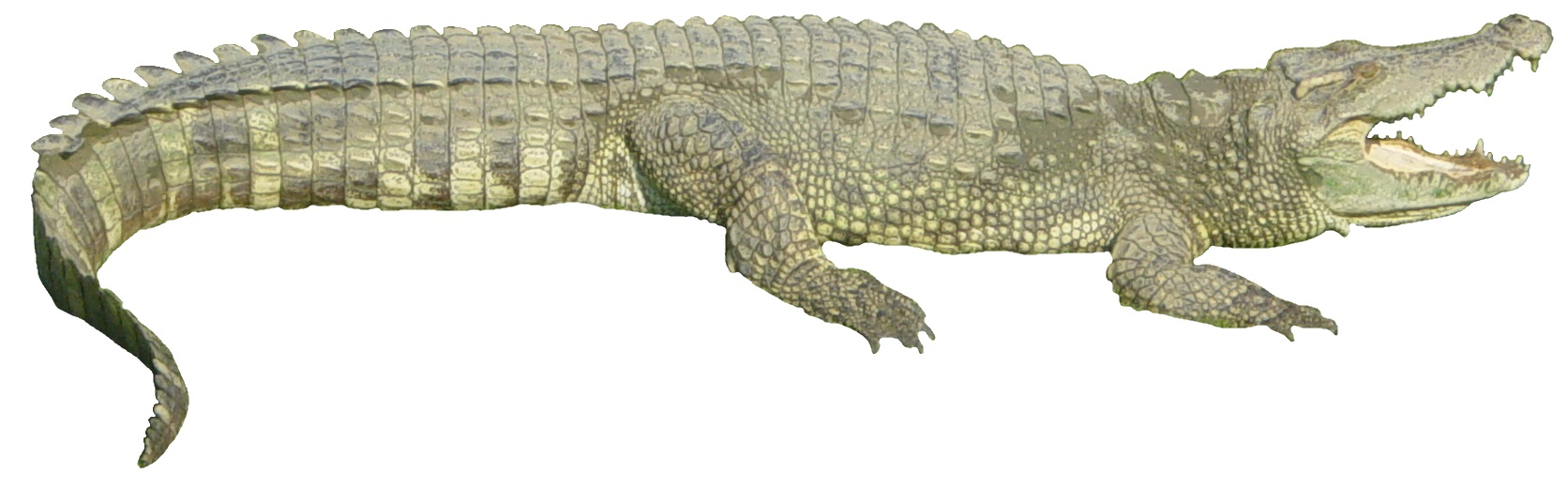
krokodýl západoafrický z profilu

Druh byl poprvé popsán v roce 1807 známým francouzským přírodovědcem Etiénnem Geoffroyem, který objevil rozdíly mezi lebkami mumifikovaného krokodýla západoafrického a lebkou krokodýla nilského (Crocodylus niloticus). Tento nový druh byl nicméně po dlouhou dobu považován za populaci krokodýla nilského. V roce 2003 však studie ukázala, že krokodýl západoafrický je platným samostatným druhem, což bylo potvrzeno dalšími výzkumy v letech 2011 až 2015. Zjistilo se, že dokonce není s krokodýlem nilským nijak úzce spřízněný. Tvoří bazální klad ke čtyřem druhům amerických krokodýlů Crocodylus moreletii, C. rhombifer, C. acutus a C. intermedius a k nilskému krokodýlovi.

## Výskyt
Krokodýl západoafrický se vyskytuje v západní a centrální Africe, východně až k Jižnímu Súdánu a Ugandě a na jih k Demokratické republice Kongo (ve všech třech zemích může přijít do kontaktu s krokodýlem nilským). Dále se vyskytuje v Mauritánii, Beninu, Libérii, Nigérii, Nigeru, Kamerunu, Čadu, Středoafrické republice, Rovníkové Guineji, Senegalu, Mali, Guineji, Gambii, Burkině Faso, Ghaně, Gabonu, Togu, Pobřeží slonoviny a Kongu. Krokodýl nilský typicky preferuje velké sezónní řeky na savanách nebo pastvinách, zatímco krokodýl západoafrický obecně preferuje laguny a mokřady v zalesněných oblastech, přinejmenším tam, kde tyto dva druhy mohou přijít do kontaktu.

### V zajetí
Krokodýl západoafrický je v evropských chovných zařízeních chován v Lyonu, Pierrelatte, Kodani, Dublinu, Kristiansandu, Lausanne, v Česku jej chová Krokodýlí ZOO Protivín.